# Dogo-myeon
Dogo-myeon (koreanska: 도고면) är en socken i den centrala delen av Sydkorea, 90 km söder om huvudstaden Seoul.  Den ligger i kommunen Asan i provinsen Södra Chungcheong.